# Nerdcore
Nerdcore is een subgenre van hiphop. Kenmerkend voor nerdcore is de thematiek, die vaak gericht is op nerds en geeks, hoewel het niet beperkt is tot deze fanbasis. MC Frontalot gebruikte de term als eerste rond 2000 in het nummer Nerdcore Hiphop. Veel nerdcore wordt zelf gepubliceerd en gratis vrijgegeven.
Hoewel nerdcorerappers over thema's als politiek en sciencefiction rappen, zijn er een aantal terugkerende onderwerpen zoals Star Wars, wetenschap, fantasy en computers.